# Onny Parun

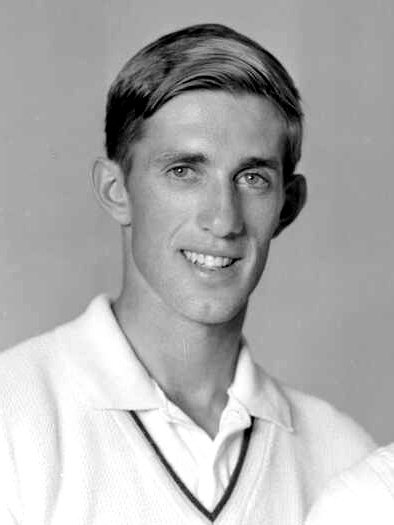
Retrato de estúdio de cabeça e ombros do Sr. Onny Parun.

Onny Parun (Wellington, 15 de abril de 1947) é um ex-tenista profissional neo-zelandês.

## Grand Slam finais

### Simples (1 Vice)
| Ano  | Campeonato      | Oponente      | Placar             |
| 1973 | Australian Open | John Newcombe | 3–6, 7–6, 5–7, 1–6 |

### Duplas (1 título)
| Ano  | Campeonato       | Parceiro    | Oponentes              | Placar                  |
| 1974 | Aberto da França | Dick Crealy | Robert Lutz Stan Smith | 6–3, 6–2, 3–6, 5–7, 6–1 |